# Rhynchocalycaceae
Rhynchocalyx lawsonioides es un pequeño árbol de plantas de flores, es la única especie de la familia Rhynchocalycaceae. Es endémica de Sudáfrica.

## Descripción
Es un árbol perennifolio que alcanza un tamaño de 3-10 m de altura. Se encuentra a una altitud de 300-600 metros en la selva mosaico costera de KwaZulu y El Cabo, ecorregión de KwaZulu-Natal y Provincia Oriental del Cabo en Sudáfrica.

## Taxonomía
Rhynchocalyx lawsonioides fue descrita por Daniel Oliver y publicado en Hooker's Icones Plantarum 24: , t. 2348, en el año 1895